# По щучьему веленью
«По щучьему веленью» («Емеля-дурак», «Сказка о Емеле-дурачке») — распространённый сюжет волшебной народной сказки у восточных славян. Три варианта сказки опубликовано в сборнике «Народные русские сказки» Александра Афанасьева под номерами 165—167, иногда при ссылке на сборник указывают только первый вариант — № 165.
В сравнительном указателе сюжетов имеет № 675 и краткое описание: дурак щадит щуку; «по щучьему велению» делается всё, что он приказывает (рубятся дрова, движется печь и т. п.); по его слову царевна становится беременной; дурак и царевна брошены в бочке в море; они спасаются, строят дворец, дурака признают царским зятем.
Русских вариантов сказки — 22, украинских — 11, белорусских — 6. Сюжет сложился первоначально как анекдотический. Первая русская публикация — «Сказка о Емеле-дурачке» в сборнике П. Тимофеева в 1787 году. Сказки этого типа вошли в лубочные книжки XIX века и обрабатывались также известными русскими писателями — В. Далем («Емеля-дурачок»), И. Буниным («О дураке Емеле, какой вышел всех умнее»), А. Толстым («По щучьему веленью»).

## Сюжет
К серьёзным делам семьи Емелю не допускают. Он чрезвычайно ленив: невесткам приходится подолгу упрашивать его выполнить любую, даже несложную работу. Единственное, что может сподвигнуть его на действие — это обещание гостинцев, на которые он очень падок. В этом заключается скрытая, на первый взгляд незаметная ирония: имя «Емельян», по одной из версий, в переводе с латыни (лат. Emilianus) означает «трудолюбивый». Однако этот, казалось бы, непривлекательный персонаж обладает качествами, которые делают его настоящим героем: он ловок и удачлив, сумел голыми руками поймать волшебную щуку в проруби и получить от неё магическую силу (в терминологии В. Я. Проппа щука становится «волшебным помощником» деревенского дурачка).
Сначала Емеля использует приобретённый дар в бытовых целях — заставляет вёдра с водой идти домой, топор — рубить дрова, дубинку — сильно колотить недругов. Кроме того, он передвигается на самодвижущихся санях без лошади, а впоследствии управляет печкой (так как не хочет оставить любимую лежанку). Езда на печи — один из ярких эпизодов сказки. Интересно, что, управляя своими транспортными средствами, Емеля безжалостно давит людей («А зачем они под сани лезли?»).
Среди фольклористов существует мнение, что эта деталь указывает на царскую природу Емели, который до поры до времени остается «тёмной лошадкой», а впоследствии обнаруживает свою героическую, незаурядную сущность. Действительно, именно слухи о барском способе вождения и жалобы пострадавших заставляют царя обратить внимание на ничтожнейшего из своих подданных. Емелю хитростью заманивают во дворец при помощи подарков, и царь предъявляет ему претензию, которая, в сущности, ограничивается устным выговором. Емеля же в это время успевает пожелать, чтобы царская дочь полюбила его. Когда он отправляется домой, та начинает по нему тосковать и требует вернуть обратно крестьянского сына.
Царь соглашается, но, когда Емеля приезжает вторично, замуровывает его вместе с Марьей-царевной в бочке и бросает в море. Однако волшебный дар и тут выручает героя: заклинание «По щучьему веленью, по моему хотенью» выбрасывает бочку на берег необитаемого острова, строит дворец на этом же острове и превращает Емелю в красавца (по просьбе девушки).
Царь, увидев новый дворец на своей земле, гневается и приезжает посмотреть на главного героя. Он не узнаёт изменившегося Емелю, и только во время трапезы герой открывается царю и припоминает ему злодейский поступок. Царь пугается, признаёт силу Емели и то, что он достоин стать его зятем. Как и многие русские сказки, история заканчивается свадьбой Емели с царской дочерью.

## В культуре
- В 1938 году году на киностудии «Союзмультфильм» снят мультфильм «Сказка про Емелю» режиссёра Пантелеймона Сазонова.
- В 1938 году в СССР на московской киностудии «Союздетфильм» создан фильм «По щучьему веленью» режиссёра Александра Роу по одноимённой пьесе Елизаветы Тараховской, в основу которой легли сказка «По щучьему веленью» и другие русские народные сказки.
- В 1957 году на киностудии «Союзмультфильм» снят мультфильм «В некотором царстве…» режиссёра Ивана Иванова-Вано.
- В 1970 году по пьесе Елизаветы Тараховской создан советский мультфильм «По щучьему велению» ТО «Экран» режиссёрами Владимиром Пекарем и Владимиром Поповым.
- В 1984 году на Свердловской киностудии снят мультфильм «По щучьему велению», режиссёр — Валерий Фомин.
- В 1992 году вышел телефильм «Емеля-дурак», режиссёр — Борис Рыцарев.
- Одна из серий мультсериала «Машины сказки» снята по сказке «По щучьему велению».
- В 2022 году началась работа над фильмом «По щучьему велению» режиссёра Александра Войтинского. Картина вышла в прокат 26 октября 2023 года и за первые выходные заработала более 400 миллионов рублей. Неделю спустя кассовые сборы превысили миллиард рублей[4].

Сказке «По щучьему велению» посвящены шесть почтовых марок ГДР  (Yt #1586—1591; Sc #1504—1509), поступившие в обращение 4 декабря 1973 года, распространявшиеся в виде малых листов по три марки в двух рядах. На марках изображены сцены из сказки.